# Vale (Georgia)
Vale (en georgiano: ვალე) es una ciudad ubicada en el municipio de Ajaltsije, al oeste de la región de Mesjetia-Yavajetia,  Georgia. 

## Geografía
Vale se encuentra en las estribaciones del Cáucaso menor, en la orilla derecha del río Potsjovi (afluente del río Kurá), a 12 kilómetros al noroeste de Ajaltsije. La ciudad se encuentra en la frontera con Turquía, con un punto de cruce en el pueblo de Türkgözü.  

### Clima
Vale tiene un clima de estepa montañosa, con inviernos fríos y poca nieve y veranos largos y cálidos. La temperatura media anual es de 9 °C; en enero es de -3,8 °C y en agosto de 20,2 °C. La precipitación media anual es de 550 mm.  

## Historia
Vale se registra por primera vez como un pueblo en el siglo X.  
Vale creció como un centro de la industria del lignito en la era soviética y adquirió el estatus de ciudad en 1962. Debido a los bajos indicadores técnicos y económicos, la extracción de carbón ha disminuido desde 1974.
Desde entonces, sin embargo, la minería y el número de habitantes han disminuido considerablemente desde el colapso de la economía como consecuencia de la disolución de la Unión Soviética. Actualmente, la población se dedica a las labores agrícolas.

## Demografía
La evolución demográfica de Vale entre 1959 y 2014 fue la siguiente:
| 9629                                            | 7326 | 6244 | 6305 | 5026 | 3646 |
| (Fuente: Population of Georgia in Soviet times) |      |      |      |      |      |

Su población era de 3646 en 2014, de los cuales el 83,9% de la población son georgianos; el 17,16%, armenios; el 1%, rusos y de otras minorías en menor cantidad. En la localidad vive una importante comunidad católica armenio-georgiana.

## Infraestructura

### Arquitectura, monumentos y lugares de interés
Vale alberga una iglesia georgiana medieval de Theotokos, construida entre el siglo X y el siglo XVI. El edificio original del último cuarto del s. X era un templo abovedado, pero su imagen actual, en forma de basílica de tres naves, data del siglo XVI. En la fachada se conserva la decoración bastante lujosa del templo original. Particularmente importantes son los ejemplos de escultura en relieve: la composición de la ventana central oriental, las figuras de laicos en la fachada sur, las imágenes de jinetes en el tímpano de la puerta occidental, etc. El campanario se levantó sobre el tejado del edificio en el siglo XIX .

### Transporte
Desde 1947, Vale ha sido el punto final de la línea ferroviaria Jashuri-Vale pero actualmente, los trenes de pasajeros que vienen de Tiflis ya terminan en Boryomi. 
La ciudad se encuentra en la ruta europea E-691, que se bifurca de la E-80 en Horasan, atraviesa la capital provincial Kars, cruza la frontera con Georgia al sur de Vale y conduce a Armenia a través de Ajaltsije y Ajalkalaki, donde se une a la E 117. a través de Giumri cerca de Ashtarak.

## Galería

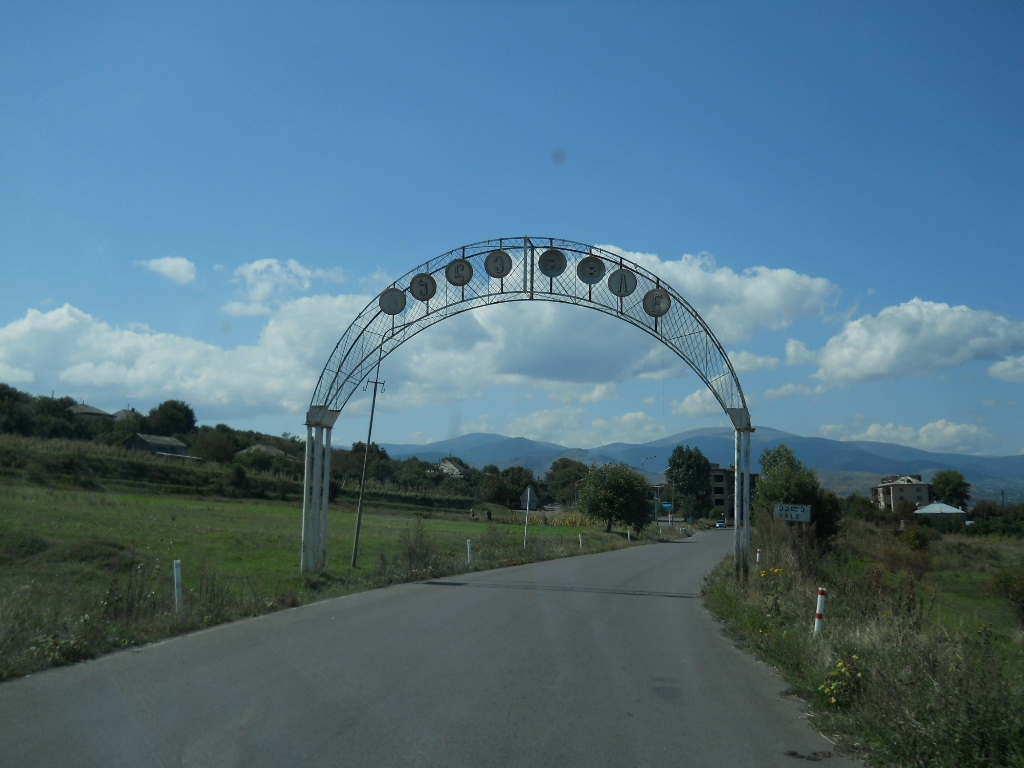
Entrada a Vale
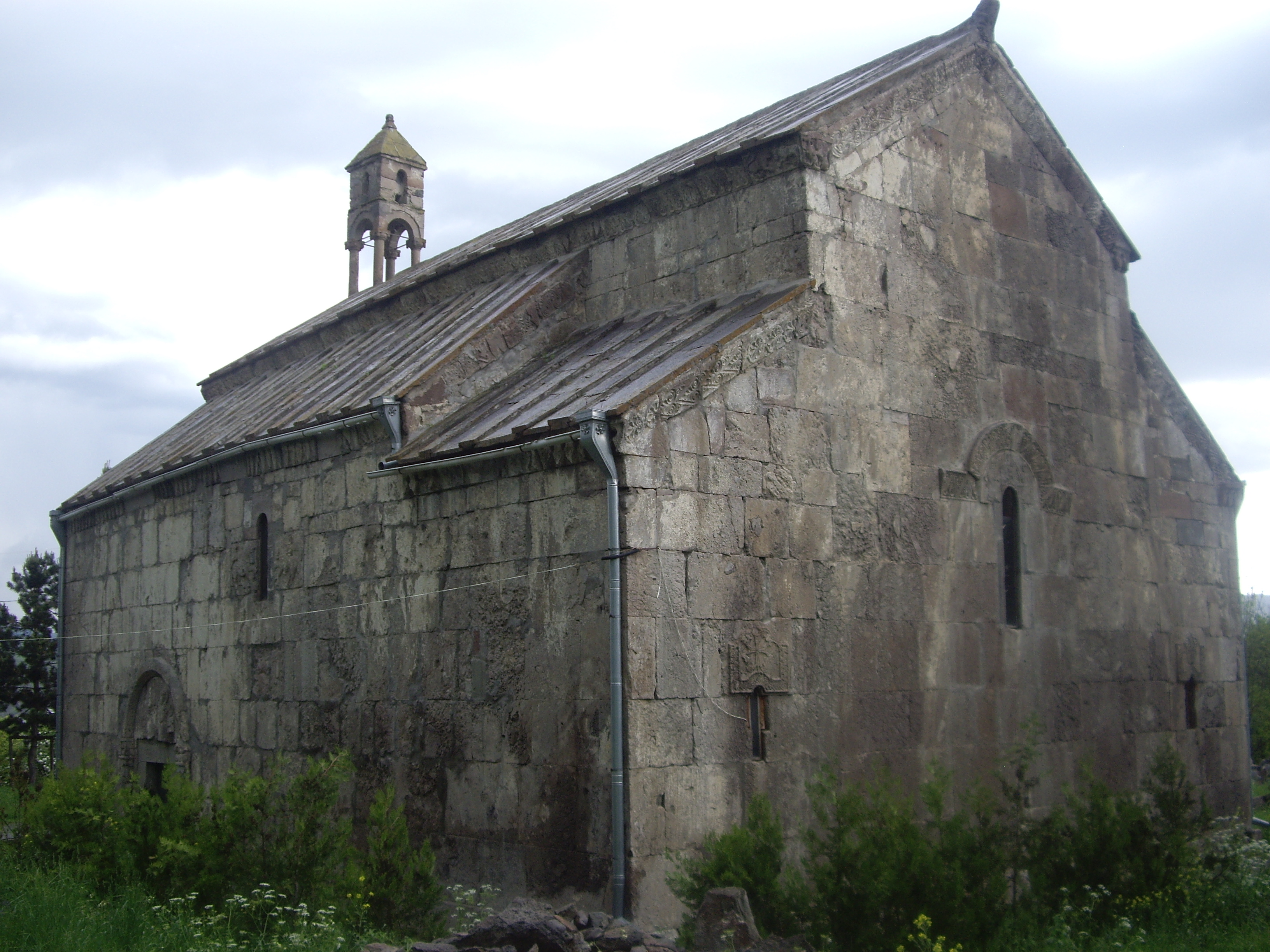
Iglesia de Theotokos de Vale
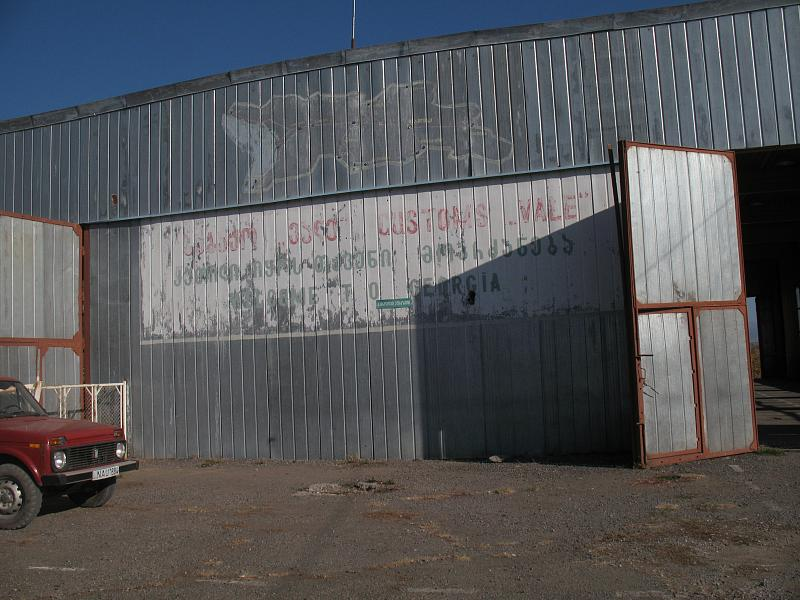
Frontera con Turquía